# Juventud Socialista de Cataluña
La Juventud Socialista de Cataluña (JSC) es la organización política juvenil, surgida en el año 1978 del proceso unitario de las tres organizaciones juveniles del socialismo democrático preexistentes en Cataluña: Partido Socialista de Cataluña-Congreso (PSC-C), Partido Socialista de Cataluña-Reagrupamiento (PSC-R), y  Federación Catalana del PSOE (FSC-PSOE).

## Historia
El Congreso de Unidad tuvo lugar los días 7 y 8 de octubre de 1978. El día 7, las tres organizaciones juveniles mencionadas, celebraron sus respectivos congresos de disolución en el local de la Unión General de Trabajadores (UGT)  y el día 8 se celebró el congreso que configuró la actual Juventud Socialista de Cataluña (JSC), en el local del Orfeó de Sants. 
En este Congreso asistieron 100 delegados del Movimiento de Jóvenes Socialistas de Cataluña, 100 delegados de la Federación Catalana de las JSE y representantes del recientemente fundado Partido de los Socialistas de Cataluña (PSC), de la Unión General de Trabajadores, de las Juventudes Socialistas de España, de las Juventudes Socialistas de Valencia, de las Islas Baleares, de Euskadi y de Galicia, así como representantes del Movimiento de Jóvenes Socialistas de Francia (MJS), de la Federación de Jóvenes Socialistas de Italia (FGSI), de la Juventud Socialista de Chile (JS), de las Juventudes Socialistas de Uruguay, del Frente Sandinista de Liberación Nacional (FSLN), de la Liga de Juventudes Socialistas Yugoslavas y de la Unión Internacional de Juventudes Socialistas (IUSY).
Su primer secretario general, elegido en el Congreso de Unidad de la Juventud Socialista de Cataluña (JSC), fue Jordi Casanova. Posteriormente, la JSC fue liderada durante una década (1981-1991), por quien ha sido hasta ahora su dirigente más destacado, Xavier Soto, quien fue elegido diputado del PSC cuando contaba con 22 años de edad. Renunció al escaño para presentarse a las Elecciones Autonómicas de 1984 por la candidatura del JSC. Durante sus sucesivos mandatos como Primer Secretario de la JSC, logró impulsarla notablemente y ejerció una importante y decisiva influencia en el diseño de las políticas locales. Así mismo, contribuyó al acuerdo para crear la Asociación de Jóvenes Estudiantes de Cataluña (AJEC), el sindicato estudiantil en donde convivieron socialistas, independientes y comunistas hasta la escisión de estos últimos.
La JSC se mostró partidaria del NO en el referéndum sobre la permanencia de España en la OTAN celebrado en 1986, y realizó una campaña activa para convencer a los ciudadanos de esta opción, circunstancia que ocasionó un conflicto importante con el PSC; el cual,  aunque estuvo mayoritariamente a favor por el voto negativo, se vio forzado a hacer campaña por el SÍ, como consecuencia de haber sido derrotadas sus tesis, por estrecho margen, en el anterior Congreso Federal del PSOE.
A Xavier Soto le sucedió Joan Ignasi Elena en la Primera Secretaria de la JSC, y a este Iñaki Guerrero, María Freiría, Juan Manuel Jaime y Víctor Francos. El XII Congreso Nacional de la JSC se celebró los días 1 y 2 de abril de 2006, en Barcelona, y durante el transcurso del mismo se eligió a Raül Moreno como Primer Secretario y a Rubén Cabañas como Viceprimer Secretario. Al mismo tiempo se aprobó una resolución por la refundación del movimiento socialista juvenil catalán. El XIII Congreso Nacional de la JSC se celebró (27-28-29 de marzo de 2009) en Viladecans bajo el lema "Tots junts guanyarem el combat", en donde se eligió a Javier López como Primer Secretario y a Aroa Arauzo como la primera mujer en ostentar la Secretaría de Organización. El mandato se caracterizó por la estabilización de la organización, la consolidación de su estructura y el aumento de penetración territorial. Todo ello provocó que la organización duplicara sus militantes.
El XIV Congreso fue el último en celebrarse (23-24-25 de marzo de 2012) y tuvo lugar en Mataró, bajo el lema "#energiesrenovades", en donde se reeligió a Javier López como Primer Secretario, Arantxa Calvera como Vice-Primera Secretaria y a Elena Díaz como Secretaria de Organización. En dicho Congreso se produjo una profunda renovación programática basada en los siguientes ejes: New Green Deal, transición federal, 3ª Revolución Industrial y el conocido como  Pacto Intergeneracional.
La vida interna de la JSC ha estado siempre marcada por notables disensiones internas y convulsos congresos , tanto por cuestiones ideológicas como por cuestiones organizativas. Con todo, la JSC siempre ha sido una de las principales organizaciones políticas juveniles de la región catalana, tanto en número de afiliados, como por su presencia en el mundo municipal, con casi un centenar de concejales en los ayuntamientos catalanes y varios alcaldes. También ha tenido representación en el Parlamento de Cataluña (Xavier Soto, Iñaki Guerrero, Juan Manuel Jaime y Pol Gibert en diversos momentos).
En el Congreso celebrado por la Unión Internacional de Juventudes Socialistas (IUSY), en Estocolmo, entre el 26 y el 28 de marzo de 2010, la JSC fue admitida como organización miembro de pleno derecho. De igual forma en el Congreso celebrado por la ECOSY (Juventudes Socialistas de Europa), en Bucarest, entre el 1 y el 3 de abril de 2011, fue admitida también como organización miembro de pleno derecho.